# Braunschweigische Heimat
Die Braunschweigische Heimat ist eine Zeitschrift mit Beiträgen aus den regionalen Themenbereichen der Geschichte, Heimat und Natur von Stadt und Region Braunschweig – in der Zeitspanne von der Eiszeit bis zur Gegenwart. Sie erscheint aktuell mit mehreren Ausgaben pro Jahr im DIN A4-Format mit Vierfarbdruck.

## Geschichte

Titelblatt von Heft 2 vom Mai 1911

| Bezeichnung              | Jahre     | Jahrgänge | Format       |
| ------------------------ | --------- | --------- | ------------ |
| Braunschweigische Heimat | 1910–1936 | 01–27     | 15 × 22,5 cm |
| Braunschweiger Blätter   | 1936–1938 | 27–29     | 17 × 24 cm   |
| Braunschweigische Heimat | 1938–1943 | 29–34     | 17 × 24 cm   |
| Braunschweigische Heimat | 1949–1996 | 35–82     | 17 × 24 cm   |
| Braunschweigische Heimat | 1997ff    | 83ff      | 21 × 29,7 cm |

## Digitale Aktivitäten
- Elektronische Ressource der Braunschweigischen Heimat auf dem Publikationsserver der Technischen Universität Braunschweig